# Pinkpop 2009
Pinkpop 2009 vond plaats tijdens het pinksterweekeinde van zaterdag 30 mei tot en met maandag 1 juni op evenemententerrein Megaland. Het was de 40e editie van het Nederlands muziekfestival Pinkpop en de 22e in Landgraaf. De organisatie kondigde aan nog zeker tot in 2019 door te gaan op deze locatie.

## Bekendmaking
In december 2008 maakt organisator Jan Smeets in het radioprogramma GIEL de eerste namen bekend: Depeche Mode en The Kooks. Via de website van Pinkpop werd tevens de band Placebo bevestigd. In de Metro van woensdag 21 januari werd bekendgemaakt dat Bruce Springsteen headliner zou zijn op de zaterdag met een drie uur durende show. Tevens werd Novastar bevestigd. Op maandag 26 januari bevestigde Jan Smeets in dezelfde krant de komst van The Killers en Franz Ferdinand. Nagenoeg de volledige line-up wordt tijdens een persconferentie in Paradiso te Amsterdam op 4 maart 2009 bekendgemaakt. In de maanden daarna komen daar nog acht namen bij: de line-up van de Pinkpop nummer 40 is compleet.
Op 28 mei maakt het management van headliner Depeche Mode bekend dat de band niet op Pinkpop zou verschijnen. Een ziekte van de zanger doet de band een aantal optredens annuleren. Naar aanleiding van deze afzegging komt er een geruchtenstroom op gang over de mogelijke vervanger. Jan Smeets noemt in een radio-uitzending dat er geprobeerd was om Oasis en The Prodigy te strikken, maar in verband met afwijkende tourschema's van beide bands gaat dit uiteindelijk niet door. Later was de organisatie vrijwel rond met Live, maar wegens een verlopen paspoort van een van de bandleden ging ook dit niet door. Op de zaterdagochtend werd bekend dat Krezip uiteindelijk de vervanger zou worden, mede door een initiatief van 3FM-dj Claudia de Breij. Placebo schuift hierdoor naar de positie van headliner.
Het festival trok zaterdag en zondag bijna 60.000 bezoekers, op maandag waren er 65.000 bezoekers. Het was drie dagen zonnig en warm weer. Er viel alleen op maandag, tijdens het concert van De Jeugd van Tegenwoordig/Katy Perry, een kleine bui.

## Kaartverkoop stagneert
Zaterdag 7 maart start om 10.00 uur de voorverkoop. De zaterdagkaarten raken binnen 18 minuten uitverkocht. De overige kaarten gaan echter minder hard. Op het moment dat Depeche Mode afzegt, wordt het nog erger. Op websites als Marktplaats en eBay staan de Pinkpop-tickets voor ver onder de prijs te koop. Uiteindelijk raakt het festival toch nog uitverkocht.

## Programma
|                      | Mainstage                                                                    | 3FMstage (Noord)                                                      | Tentstage                                                                      |
| -------------------- | ---------------------------------------------------------------------------- | --------------------------------------------------------------------- | ------------------------------------------------------------------------------ |
| Zaterdag 30 mei 2009 | Chris Cornell The Killers Bruce Springsteen & the E-Street Band              | Kings of the Day Me First and the Gimme Gimmes Elbow                  | Noisettes Just Jack Dr. Lektroluv                                              |
| Zondag 31 mei 2009   | Milow Volbeat Madness Krezip Placebo                                         | De Staat Rowwen Hèze Maria Mena James Morrison Keane                  | You Me at Six Kyteman's Hiphop Orkest The Rifles White Lies Pendulum           |
| Maandag 1 juni 2009  | The Gaslight Anthem Novastar Amy Macdonald Franz Ferdinand Anouk Snow Patrol | Shinedown Mando Diao Billy Talent De Jeugd van Tegenwoordig The Kooks | The All-American Rejects Hollywood Undead The Script Katy Perry The Ting Tings |